# Simplaleurodes hemisphaerica
Simplaleurodes hemisphaerica es un hemíptero de la familia Aleyrodidae, con una subfamilia: Aleyrodinae.
Simplaleurodes hemisphaerica fue descrita científicamente por primera vez por Goux en 1945.